# Som Cinema
Som Cinema és un festival de cinema i arts audiovisuals nascut a Mollerussa (el Pla d'Urgell) l'any 2007 i que actualment se celebra al mes d'octubre a la ciutat de Lleida (Segrià), organitzat per l'empresa de gestió cultural Suggeriments. L'edició de 2019 n'és la desena. Aquesta mostra està centrada en les produccions realitzades en territoris de parla catalana, tallers per a professionals del sector i activitats paral·leles com ara taules rodones o exposicions, així com en la promoció de nous talents en aquests àmbits artístics, provinents d'escoles de cinema, productores independents, classes d'educació secundària i facultats universitàries.
Actualment les seves projeccions tenen lloc al CaixaForum Lleida, a la Sala Leandre Cristòfol del Teatre de la Llotja, al Teatre Municipal de l'Escorxador, als estudis cinematogràfics Màgical Media del Turó de Gardeny i a la sala d'actes del Rectorat de la Universitat de Lleida. El festival també col·labora amb els premis Llanterna Digital del Consorci per a la Normalització Lingüística. que admet a concurs produccions en català, aranès i, des de l'edició de 2020, també llengua de signes catalana.